# 海南粗榧
海南粗榧（学名：Cephalotaxus hainanensis）是三尖杉科三尖杉属的植物。分布在中国大陆的西藏、广西、云南、海南、广东等地，生长于海拔600米至1,700米的地区，多生在林中以及山坡林中，目前尚未由人工引种栽培。
其种加词“hainanensis”意为“海南的”。

## 别名
红壳松（海南），薄叶篦子杉（海南植物志）